# Binyavanga Wainaina
Binyavanga Wainaina (Nakuru, 18 januari 1971 – Nairobi, 21 mei 2019) was een Keniaans schrijver en mede-oprichter van de Kwani Trust, een literaire organisatie in Kenia.

## Jeugd en opleiding
Wainana werd in 1971 geboren in de stad, Nakuru in de Grote Slenk. 
Hij volgde middelbare scholen in zijn geboortestad, in Thika en in Nairobi. Hij studeerde enkele jaren aan de Universiteit van Transkei in Zuid-Afrika.

## Werk
In 2002 won Wainaina de Caine-prijs voor zijn korte verhaal Discovering Home. Met het geld dat hij met die prijs verdiende, hielp hij het literaire tijdschrift Kwani? oprichten, waarin veel jonge Afrikaanse schrijvers konden debuteren. Het tijdschrift kreeg in 2010 de Prins Claus Prijs. In 2011 publiceerde hij zijn geromantiseerde autobiografie, die in het Nederlands werd vertaald onder de titel Op een dag zal ik schrijven over Afrika. Memoires. In januari 2014 publiceerde Wainaina op de website Africa is a country een "vergeten" hoofdstuk van zijn boek. Hierin vertelde hij over zijn homoseksualiteit.
Wainana publiceerde verder essays voor uitgaven als Granta, de New York Times en Chimurenga. Hij verzette zich tegen het eenzijdige, westerse, beeld van 'donker Afrika' en streefde naar nuance en diversiteit in de berichtgeving over Afrika.
Sinds 2007 doceerde Wainaina aan diverse Amerikaanse universiteiten, o.a. aan Bard College.

## Publicaties van en over Wainaina in het Nederlands
- Binyavanga Wainaina: Op een dag zal ik schrijven over Afrika. Memoires.  Vertaling door Marianne Gaasbeek. Breda, De Geus, 2013. ISBN 978-90-445-2530-4
- Robert Spillman: 'Binyavanga Wainaina, schrijversinterview'. In: ZAM Africa Magazine, 2011, vol. 15, afl. 3
- Binyavanga Wainaina: 'Afrika is te langzaam'. In: Zuidelijk Afrika, 2008, vol. 12, pag 27-35